# Khúc côn cầu trên cỏ tại Đại hội Thể thao châu Á 2014 – Giải đấu Nam
Giải khúc côn cầu trên cỏ dành cho nam tại Đại hội Thể thao châu Á 2014 được tổ chức tại Incheon, Hàn Quốc, từ ngày 20 tháng 9 đến ngày 2 tháng 10 năm 2014.

## Lịch thi đấu
Tất cả các giờ đều là Giờ chuẩn Hàn Quốc (UTC+09:00)
| SL | Vòng sơ loại | ½ | Bán kết | HCĐ | Tranh huy chương đồng | HCV | Tranh huy chương vàng |

| Thứ 7 20/9 | CN 21/9 | Thứ 2 22/9 | Thứ 3 23/9 | Thứ 4 24/9 | Thứ 5 25/9 | Thứ 6 26/9 | Thứ 7 27/9 | CN 28/9 | Thứ 2 29/9 | Thứ 3 30/9 | Thứ 4 1/10 | Thứ 4 1/10 | Thứ 5 2/10 | Thứ 5 2/10 |
| ---------- | ------- | ---------- | ---------- | ---------- | ---------- | ---------- | ---------- | ------- | ---------- | ---------- | ---------- | ---------- | ---------- | ---------- |
| SL         | SL      |            | SL         |            | SL         |            | SL         |         |            | ½          |            |            | HCĐ        | HCV        |

## Các đội đủ điều kiện
| Ngày                    | Giải đấu diễn ra vòng loại                      | Địa điểm               | Số đội | Đội vượt qua vòng loại                              |
| ----------------------- | ----------------------------------------------- | ---------------------- | ------ | --------------------------------------------------- |
| —                       | Chủ nhà                                         | —                      | 1      | Hàn Quốc                                            |
| 15–25 tháng 11 năm 2010 | Đại hội Thể thao châu Á 2010                    | Quảng Châu, Trung Quốc | 5      | Trung Quốc · Ấn Độ · Nhật Bản · Malaysia · Pakistan |
| 15–23 tháng 3 năm 2014  | Giải đấu vòng loại Đại hội Thể thao châu Á 2014 | Dhaka, Bangladesh      | 4      | Bangladesh · Oman · Singapore · Sri Lanka           |
| Tổng cộng               | Tổng cộng                                       | Tổng cộng              | 10     |                                                     |

## Đội hình thi đấu
| Bangladesh | Trung Quốc | Ấn Độ | Nhật Bản |
| --- | --- | --- | --- |
| - Hasan Jubair Niloy - Khorshadur Rahman - Tapos Barmon - Md Rokonuzzaman - Salman Sadik - Asim Gope - Moinul Islam Kowshik - Milon Hossain - Mamunur Rahman Chayan - Krishno Kumar Das - Pushkor Khisa Mimo - Sarower Hossain - Rabbi Salehin - Farhad Ahmed Shetul - Irfanul Haque - Abusayed Nippon | - Zhang Zhixuan - Wang Zipeng - Meng Lei - Huang Yue - E Liguang - Ao Yang - Du Talake - Du Chen - Guo Xiaoping - Sun Long - Dong Yang - Sun Zhixin - Ao Weibao - Sun Tianjun - Yan Rongyao - Xu Rui | - Rupinder Pal Singh - Kothajit Singh - Manpreet Singh - Sardara Singh - Dharamvir Singh - V. R. Raghunath - Gurbaj Singh - P. R. Sreejesh - Danish Mujtaba - Gurwinder Singh Chandi - S. V. Sunil - Birendra Lakra - Akashdeep Singh - Chinglensana Singh - Ramandeep Singh - Nikkin Thimmaiah | - Katsuya Takase - Koji Kayukawa - Naoto Shiokawa - Tomonori Ono - Kenji Kitazato - Ippei Fujimoto - Yasuhiro Nakayama - Kei Kawakami - Katsuyoshi Nagasawa - Manabu Yamashita - Manabu Hatakeyama - Kenta Tanaka - Ryohei Kawakami - Hiroki Sakamoto - Koshi Yamabe - Toshiro Tachibana         |
| Malaysia | Oman | Pakistan | Singapore |
| - Marhan Jalil - Fitri Saari - Izwan Firdaus - Shahrun Nabil - Sukri Mutalib - Firhan Ashaari - Azlan Misron - Nabil Fiqri - Kumar Subramaniam - Razie Rahim - Faiz Helmi Jali - Meor Azuan - Tengku Ahmad Tajuddin - Ahmad Kazamirul Nasruddin - Shahril Saabah - Izad Hakimi Jamaluddin              | - Muhanna Al-Hasani - Ahmed Al-Nofali - Abdullah Al-Alawi - Mohammed Bait Jandal - Qasim Al-Shibli - Sami Al-Laun - Shafi Al-Shatari - Mahmood Bait Shamaiaa - Basim Rajab - Mohammed Bait Awadh - Mahmood Al-Hasani - Murshid Hawait - Khalid Al-Shaaibi - Ahmed Al-Balushi - Fahad Al-Nofali - Younis Al-Nofali                     | - Imran Butt - Muhammad Imran - Muhammad Irfan - Ammad Shakeel Butt - Fareed Ahmed - Rashid Mehmood - Muhammad Waqas - Muhammad Umar Bhutta - Abdul Haseem Khan - Shafqat Rasool - Shakeel Abbasi - Muhammad Rizwan - Muhammad Tousiq - Muhammad Rizwan - Muhammad Dilber - Kashif Shah         | - A Suresh - Haseef Salim - Farhan Kamsani - Enrico Marican - Karleef Abdullah Sasi - Nur Ashriq Ferdaus - Silas Abdul Razak - Johnson Sivalingam - Ashraff Alias - Tan Yi Ru - Sabri Yuhari - Ishwarpal Singh Grewal - Baqir Asali - Hidayat Mat Rahim - Prashan Anbalagan - Ahmad Faris Johari |
| Hàn Quốc | Sri Lanka | | |
| - Lee Myung-ho - Oh Dae-keun - Lee Nam-yong - Kang Moon-kweon - Lee Seung-il - Yoon Sung-hoon - You Hyo-sik - Jung Man-jae - Kang Moon-kyu - Hyun Hye-sung - Hong Eun-seong - Kim Young-jin - Lee Seung-hoon - Kim Seong-kyu - Jang Jong-hyun - Nam Hyun-woo                                           | - Ishanka Kumara - Dhammika Ranasinghe - Nalantha de Silva - Tharanga Irosha - Nuwan Anju Hewage - Lakshan Nanayakkara - Damith Madushanka - Mohamed Mulafer - Sandaruwan Priyalanka - Prassana Dissanayake - Dushan Milinda - Dinesh Maduranga - Lahiru Gihan Weerasooriya - Thusith Ratnasiri - Thilina Perera - Tharindu Hendeniya | | |

## Vòng sơ loại
Tất cả các giờ đều là Giờ chuẩn Hàn Quốc (UTC+09:00)

### Bảng A
| VT | Đội          | ST | T | H | B | BT | BB | HS  | Đ  | Giành quyền tham dự |
| -- | ------------ | -- | - | - | - | -- | -- | --- | -- | ------------------- |
| 1  | Hàn Quốc (H) | 4  | 4 | 0 | 0 | 25 | 1  | +24 | 12 | Bán kết             |
| 2  | Malaysia     | 4  | 3 | 0 | 1 | 18 | 6  | +12 | 9  | Bán kết             |
| 3  | Nhật Bản     | 4  | 2 | 0 | 2 | 22 | 8  | +14 | 6  | Trận tranh hạng 5   |
| 4  | Bangladesh   | 4  | 1 | 0 | 3 | 3  | 21 | −18 | 3  | Trận tranh hạng 7   |
| 5  | Singapore    | 4  | 0 | 0 | 4 | 3  | 35 | −32 | 0  | Trận tranh hạng 9   |

| 20 tháng 9 13:00 |

| Nhật Bản                                                              | 8–0 | Bangladesh |
| --------------------------------------------------------------------- | --- | ---------- |
| Sakamoto 3', 49' · Ono 11' · Nagasawa 21', 56' · Tanaka 33', 43', 48' |     |            |

| Sân vận động khúc côn cầu Seonhak, Incheon Trọng tài: Chen Dekang (CHN) Jakub Mejzlík (CZE) |

| 20 tháng 9 15:00 |

| Malaysia                                                                             | 8–2 | Singapore                     |
| ------------------------------------------------------------------------------------ | --- | ----------------------------- |
| Rahim 2', 17', 35' · Saari 3' · Ashaari 30' · Tajuddin 37' · Firdaus 48' · Nabil 51' |     | Marican 11' · Abdul Razak 28' |

| Sân vận động khúc côn cầu Seonhak, Incheon Trọng tài: Haider Rasool (PAK) Lam Ho Yeung (HKG) |

| 21 tháng 9 13:00 |

| Malaysia                                             | 5–1 | Bangladesh |
| ---------------------------------------------------- | --- | ---------- |
| Rahim 20', 60' · Jalil 46' · Firdaus 52' · Nabil 59' |     | Das 30'    |

| Sân vận động khúc côn cầu Seonhak, Incheon Trọng tài: Simon Taylor (NZL) Saleh Al-Balushi (OMA) |

| 21 tháng 9 19:00 |

| Hàn Quốc | 12–0 | Singapore |
| --- | ---- | --------- |
| Nam Hyun-woo 6', 29' · Kang Moon-kyu 14' · Yoon Sung-hoon 27' · You Hyo-sik 33', 47' · Jang Jong-hyun 34', 35', 44' · Kim Seong-kyu 54' · Hyun Hye-sung 54' · Lee Nam-yong 55' |      |           |

| Sân vận động khúc côn cầu Seonhak, Incheon Trọng tài: Javed Nuruddin Shaikh (IND) Mohomead Nawshad (SRI) |

| 23 tháng 9 15:00 |

| Bangladesh            | 2–1 | Singapore     |
| --------------------- | --- | ------------- |
| Mimo 22' · Rahman 25' |     | Tan Yi Ru 47' |

| Sân vận động khúc côn cầu Seonhak, Incheon Trọng tài: Kim Hong-lae (KOR) Javed Nuruddin Shaikh (IND) |

| 23 tháng 9 19:00 |

| Nhật Bản | 0–4 | Hàn Quốc                                                    |
| -------- | --- | ----------------------------------------------------------- |
|          |     | Jang Jong-hyun 7', 34' · Nam Hyun-woo 15' · You Hyo-sik 33' |

| Sân vận động khúc côn cầu Seonhak, Incheon Trọng tài: Simon Taylor (NZL) Haider Rasool (PAK) |

| 25 tháng 9 13:00 |

| Singapore | 0–13 | Nhật Bản |
| --------- | ---- | --- |
|           |      | Tachibana 4', 48', 54' · Tanaka 5', 34', 52' · Kayukawa 8' · Fujimoto 25', 57' · Kitazato 37' · Nagasawa 39' · Sakamoto 46' · Ono 60' |

| Sân vận động khúc côn cầu Seonhak, Incheon Trọng tài: Rahmatollah Mohammadi (IRI) Saleh Al-Balushi (OMA) |

| 25 tháng 9 19:00 |

| Malaysia  | 1–2 | Hàn Quốc              |
| --------- | --- | --------------------- |
| Jalil 59' |     | Nam Hyun-woo 24', 43' |

| Sân vận động khúc côn cầu Seonhak, Incheon Trọng tài: Chen Dekang (CHN) Javed Nuruddin Shaikh (IND) |

| 27 tháng 9 15:00 |

| Nhật Bản      | 1–4 | Malaysia                                  |
| ------------- | --- | ----------------------------------------- |
| Tachibana 14' |     | Ashaari 2' · Rahim 20', 39' · Firdaus 42' |

| Sân vận động khúc côn cầu Seonhak, Incheon Trọng tài: Haider Rasool (PAK) Jakub Mejzlík (CZE) |

| 27 tháng 9 19:00 |

| Hàn Quốc | 7–0 | Bangladesh |
| --- | --- | ---------- |
| Kim Seong-kyu 4' · Kang Moon-kweon 6' · Oh Dae-keun 19' · You Hyo-sik 30' · Jang Jong-hyun 42', 51' · Nam Hyun-woo 59' |     |            |

| Sân vận động khúc côn cầu Seonhak, Incheon Trọng tài: Federico García (URU) Mohomead Nawshad (SRI) |

### Bảng B
| VT | Đội        | ST | T | H | B | BT | BB | HS  | Đ  | Giành quyền tham dự |
| -- | ---------- | -- | - | - | - | -- | -- | --- | -- | ------------------- |
| 1  | Pakistan   | 4  | 4 | 0 | 0 | 26 | 1  | +25 | 12 | Bán kết             |
| 2  | Ấn Độ      | 4  | 3 | 0 | 1 | 18 | 2  | +16 | 9  | Bán kết             |
| 3  | Trung Quốc | 4  | 2 | 0 | 2 | 11 | 4  | +7  | 6  | Trận tranh hạng 5   |
| 4  | Oman       | 4  | 1 | 0 | 3 | 3  | 21 | −18 | 3  | Trận tranh hạng 7   |
| 5  | Sri Lanka  | 4  | 0 | 0 | 4 | 1  | 31 | −30 | 0  | Trận tranh hạng 9   |

| 20 tháng 9 17:00 |

| Pakistan | 14–0 | Sri Lanka |
| --- | ---- | --------- |
| Waqas 1' · Imran 2', 19', 25', 54' · Irfan 12', 14' · Rizwan Sr. 20', 45', 47' · Bhutta 21', 29', 39' · Tousiq 41' |      |           |

| Sân vận động khúc côn cầu Seonhak, Incheon Trọng tài: Lim Hong Zhen (SGP) Federico García (URU) |

| 20 tháng 9 19:00 |

| Oman | 0–5 | Trung Quốc                                                           |
| ---- | --- | -------------------------------------------------------------------- |
|      |     | Ao Yang 15', 40' · Sun Tianjun 29' · Du Chen 42' · Zhang Zhixuan 46' |

| Sân vận động khúc côn cầu Seonhak, Incheon Trọng tài: Satoshi Kondo (JPN) Salim Lucky (BAN) |

| 21 tháng 9 15:00 |

| Pakistan              | 2–0 | Trung Quốc |
| --------------------- | --- | ---------- |
| Khan 42' · Dilber 55' |     |            |

| Sân vận động khúc côn cầu Seonhak, Incheon Trọng tài: Kim Hong-lae (KOR) Jakub Mejzlík (CZE) |

| 21 tháng 9 17:00 |

| Ấn Độ                                                                                      | 8–0 | Sri Lanka |
| ------------------------------------------------------------------------------------------ | --- | --------- |
| Thimmaiah 6' · R.P. Singh 12', 45', 46' · Raghunath 15' · C. Singh 21' · R. Singh 28', 59' |     |           |

| Sân vận động khúc côn cầu Seonhak, Incheon Trọng tài: Karuppusamy Lingam (MAS) Rahmatollah Mohammadi (IRI) |

| 23 tháng 9 13:00 |

| Trung Quốc                                                                                       | 6–0 | Sri Lanka |
| ------------------------------------------------------------------------------------------------ | --- | --------- |
| Ao Yang 3' · Sun Long 18' · Dong Yang 41' · Zhang Zhixuan 51' · E Liguang 52' · Guo Xiaoping 56' |     |           |

| Sân vận động khúc côn cầu Seonhak, Incheon Trọng tài: Karuppusamy Lingam (MAS) Lam Ho Yeung (HKG) |

| 23 tháng 9 17:00 |

| Oman | 0–7 | Ấn Độ                                                                             |
| ---- | --- | --------------------------------------------------------------------------------- |
|      |     | R.P. Singh 18', 19' · A. Singh 33' · Raghunath 39', 60' · Sunil 54' · Mujtaba 60' |

| Sân vận động khúc côn cầu Seonhak, Incheon Trọng tài: Lim Cheng (SGP) Federico García (URU) |

| 25 tháng 9 15:00 |

| Sri Lanka  | 1–3 | Oman                                                 |
| ---------- | --- | ---------------------------------------------------- |
| Kumara 54' |     | Bait Shamaiaa 17' · Bait Jandal 37' · Al-Shaaibi 45' |

| Sân vận động khúc côn cầu Seonhak, Incheon Trọng tài: Satoshi Kondo (JPN) Salim Lucky (BAN) |

| 25 tháng 9 17:00 |

| Ấn Độ         | 1–2 | Pakistan               |
| ------------- | --- | ---------------------- |
| Thimmaiah 53' |     | Bhutta 38' · Waqas 54' |

| Sân vận động khúc côn cầu Seonhak, Incheon Trọng tài: Simon Taylor (NZL) Jakub Mejzlík (CZE) |

| 27 tháng 9 13:00 |

| Oman | 0–8 | Pakistan                                                                  |
| ---- | --- | ------------------------------------------------------------------------- |
|      |     | Imran 15', 43' · Dilber 17' · Irfan 20', 60' · Khan 23', 47' · Bhutta 38' |

| Sân vận động khúc côn cầu Seonhak, Incheon Trọng tài: Lim Cheng (SGP) Satoshi Kondo (JPN) |

| 27 tháng 9 17:00 |

| Ấn Độ                     | 2–0 | Trung Quốc |
| ------------------------- | --- | ---------- |
| Raghunath 40' · Lakra 45' |     |            |

| Sân vận động khúc côn cầu Seonhak, Incheon Trọng tài: Kim Hong-lae (KOR) Salim Lucky (BAN) |

## Vòng phân hạng

### Phân loại hạng 5-10

#### Hạng thứ chín và mười
| 29 tháng 9 11:30 |

| Singapore                                                           | 5–3 | Sri Lanka                        |
| ------------------------------------------------------------------- | --- | -------------------------------- |
| Abdul Razak 6' · Johari 9' · Yuhari 21' · Marican 33' · Ferdaus 58' |     | Priyalanka 31' · Hewage 43', 54' |

| Sân vận động khúc côn cầu Seonhak, Incheon Trọng tài: Saleh Al-Balushi (OMA) Rahmatollah Mohammadi (IRI) |

#### Hạng thứ bảy và tám
| 30 tháng 9 14:00 |

| Bangladesh         | 2–3 | Oman                                       |
| ------------------ | --- | ------------------------------------------ |
| Mimo 11' · Das 39' |     | Al-Balushi 33' · Al-Shibli 37' · Rajab 45' |

| Sân vận động khúc côn cầu Seonhak, Incheon Trọng tài: Javed Nuruddin Shaikh (IND) Lam Ho Yeung (HKG) |

#### Hạng thứ năm và sáu
| 2 tháng 10 14:00 |

| Nhật Bản                                             | 1–1 | Trung Quốc                                                        |
| ---------------------------------------------------- | --- | ----------------------------------------------------------------- |
| Kawakami 16'                                         |     | Zhang Zhixuan 35'                                                 |
| Loạt luân lưu                                        |     |                                                                   |
| Nakayama · Ono · Tanaka · Tachibana · Fujimoto · Ono | 3–4 | Du Chen · Sun Long · Meng Lei · E Liguang · Sun Tianjun · Du Chen |

| Sân vận động khúc côn cầu Seonhak, Incheon Trọng tài: Karuppusamy Lingam (MAS) Mohomead Nawshad (SRI) |

### Vòng tranh huy chương
|  | Bán kết         | Bán kết  |                       |       | Tranh huy chương vàng | Tranh huy chương vàng |
|  |                 |          |                       |       |                       |                       |
|  | 30 tháng 9      |          |                       |       |                       |                       |
|  |                 |          |                       |       |                       |                       |
|  | Hàn Quốc        | 0        |                       |       |                       |                       |
|  | Hàn Quốc        | 0        | 2 tháng 10            |       |                       |                       |
|  | Ấn Độ           | 1        |                       |       |                       |                       |
|  | Ấn Độ           | 1        | Ấn Độ (l.l.)          | 1 (4) |                       |                       |
|  | 30 tháng 9      |          | Ấn Độ (l.l.)          | 1 (4) |                       |                       |
|  |                 | Pakistan | 1 (2)                 |       |                       |                       |
|  | Pakistan (l.l.) | Pakistan | 1 (2)                 | 0 (6) |                       |                       |
|  | Pakistan (l.l.) |          |                       | 0 (6) |                       |                       |
|  | Malaysia        | 0 (5)    |                       |       |                       |                       |
|  | Malaysia        | 0 (5)    | Tranh huy chương đồng |       |                       |                       |
|  |                 |          |                       |       |                       |                       |
|  | 2 tháng 10      |          |                       |       |                       |                       |
|  |                 |          |                       |       |                       |                       |
|  | Hàn Quốc        | 3        |                       |       |                       |                       |
|  | Hàn Quốc        | 3        |                       |       |                       |                       |
|  | Malaysia        | 2        |                       |       |                       |                       |

#### Bán kết
| 30 tháng 9 16:30 |

| Hàn Quốc | 0–1 | Ấn Độ        |
| -------- | --- | ------------ |
|          |     | A. Singh 44' |

| Sân vận động khúc côn cầu Seonhak, Incheon Trọng tài: Jakub Mejzlík (CZE) Satoshi Kondo (JPN) |

| 30 tháng 9 19:00 |

| Pakistan                                                              | 0–0 | Malaysia                                                                |
| --------------------------------------------------------------------- | --- | ----------------------------------------------------------------------- |
|                                                                       |     |                                                                         |
| Loạt luân lưu                                                         |     |                                                                         |
| Rizwan Sr. · Waqas · Khan · Mehmood · Bhutta · Khan · Waqas · Mehmood | 6–5 | Tajuddin · Ashaari · Jalil · Saabah · Saari · Saari · Saabah · Tajuddin |

| Sân vận động khúc côn cầu Seonhak, Incheon Trọng tài: Simon Taylor (NZL) Chen Dekang (CHN) |

#### Tranh huy chương đồng
| 2 tháng 10 16:30 |

| Hàn Quốc                                    | 3–2 | Malaysia       |
| ------------------------------------------- | --- | -------------- |
| Jang Jong-hyun 19', 43' · Kim Young-jin 30' |     | Rahim 34', 44' |

| Sân vận động khúc côn cầu Seonhak, Incheon Trọng tài: Javed Nuruddin Shaikh (IND) Haider Rasool (PAK) |

#### Tranh huy chương vàng
| 2 tháng 10 19:00 |

| Ấn Độ                                               | 1–1 | Pakistan                       |
| --------------------------------------------------- | --- | ------------------------------ |
| Kothajit Khadangbam 27'                             |     | Rizwan Sr. 3'                  |
| Loạt luân lưu                                       |     |                                |
| A. Singh · R.P. Singh · M. Singh · Lakra · D. Singh | 4–2 | Khan · Waqas · Bhutta · Rasool |

| Sân vận động khúc côn cầu Seonhak, Incheon Trọng tài: Simon Taylor (NZL) Jakub Mejzlík (CZE) |

## Bảng xếp hạng cuối cùng
| Thứ hạng | Đội tuyển  |
| -------- | ---------- |
| 1        | Ấn Độ      |
| 2        | Pakistan   |
| 3        | Hàn Quốc   |
| 4        | Malaysia   |
| 5        | Trung Quốc |
| 6        | Nhật Bản   |
| 7        | Oman       |
| 8        | Bangladesh |
| 9        | Singapore  |
| 10       | Sri Lanka  |

     Đủ điều kiện tham dự Thế vận hội Mùa hè 2016